# Porta San Jacopo
Porta San Jacopo è una porta delle mura di Lucca che guarda verso nord.
È la più recente delle porte nelle mura di Lucca in quanto è stata costituita nel 1931.
La porta riporta al suo interno una scritta di epoca fascista, cancellata probabilmente smuovendo le lettere che la componevano ma attualmente parzialmente leggibile.